# Szklarska Poręba Dolna
Szklarska Poręba Dolna – stacja kolejowa w Szklarskiej Porębie, w województwie dolnośląskim, w Polsce.

## Ruch pasażerski
| Rok  | Wymiana pasażerska na dobę |
| ---- | -------------------------- |
| 2017 | 20-49                      |
| 2022 | 50-99                      |